# Ирндорф
Ирндорф (њем. Irndorf) општина је у њемачкој савезној држави Баден-Виртемберг. Једно је од 34 општинска средишта округа Тутлинген. Према процјени из 2010. у општини је живјело 783 становника. Посједује регионалну шифру (AGS) 8327027.

## Географски и демографски подаци
Ирндорф се налази у савезној држави Баден-Виртемберг у округу Тутлинген. Општина се налази на надморској висини од 820 метара. Површина општине износи 14,6 km². У самом мјесту је, према процјени из 2010. године, живјело 783 становника. Просјечна густина становништва износи 54 становника/km².